# 大鹏镇
大鹏镇，是中华人民共和国广西壮族自治区贵港市平南县下辖的一个行政建制镇。传驻地有鹏鸟出现，故名。
大鹏镇是太平天国赞王蒙得恩的故乡，镇内有蒙得恩教化岭五世祖父墓碑、蒙得恩更垌五世祖母墓碑、蒙得恩故居遗址三处与蒙得恩相关的平南县文物保护单位。

## 行政区划
大鹏镇下辖以下地区：
大鹏社区、景华村、蒙都村、平垌村、波头村、高龙村、花龙村、农福村、邓塘村、思德村、大山村、花王村、平湾村、思洪村、思乐村和高坪村。

## 沿革
1950年为平南县十二区。1959年设大鹏公社，1962年改区，1968年复为大鹏公社，或写为大朋公社:43，1984年改乡，1992年置镇。